# Awaé
Awaé es una comuna camerunesa perteneciente al departamento de Méfou-et-Afamba de la región del Centro.
En 2005 tiene 15 888 habitantes, de los que 3427 viven en la capital comunal homónima.
Se ubica sobre la carretera N10, unos 30 km al este de la capital nacional Yaundé.
La comuna alberga una escuela internacional de instrucción de fuerzas de seguridad, considerada una escuela de élite en el mantenimiento del orden en África.

## Localidades
Comprende la ciudad de Awaé y las siguientes localidades:
- Akak
- Akounou
- Ayos
- Bekoudou
- Biviang
- Bivouvoue
- Ebodenkou
- Ebolowa
- Ebolsi
- Ekiembie I
- Ekiembie II
- Essamintsang
- Koukounou
- Libi
- Mbadoumou
- Mbelalen
- Mboun
- Menyoumekombo
- Mewoudou
- Meyo
- Minkomilala
- Minlaba
- Momebelenga I
- Momebelenga II
- Mve I
- Mve II
- Ngat
- Ngoantet
- Nguinda
- Nkolato
- Nkolngok
- Nkolnguet
- Nlomakeng
- Nlong
- Odoudouma I
- Odoudouma II
- Offoumenselek I
- Offoumenselek II
- Okekela
- Olela'a
- Oman
- Tom
- Yemessomo
- Zili
- Zouankom